# Casa alla campana di pietra
La casa alla Campana di pietra (in ceco Dům U Kamenného zvonu) di Praga è situata nella piazza della Città Vecchia. Essa deve il suo nome alla campana in pietra, scolpita in epoca medievale, che si trova sulla sua facciata principale.